# Šariš

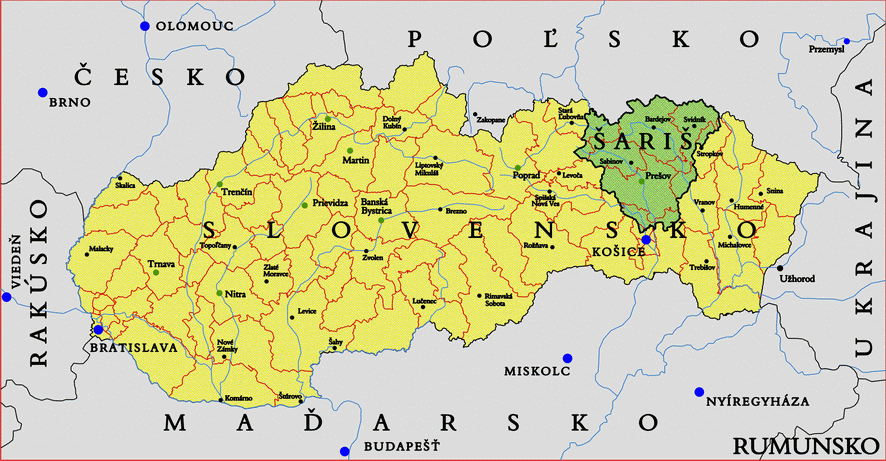
Šariš – slovenský region

Šariš (maďarsky Sáros; německy Scharosch; ukrajinsky Шариш; latinsky comitatus Sarossiensis) je region na Slovensku. Jedná se jak o historický region, tak odlišně vymezený region cestovního ruchu (plný název: Šarišský region cestovního ruchu). V současnosti spadá území Šariše z větší části pod Prešovský kraj, z menší části pod kraj Košický. Místopisně lze Šariš rozdělit na Horní Šariš, jehož přirozeným centrem je město Bardejov, a Dolní Šariš s centrem v Prešově. Největší řekou je Torysa, nejvyšším bodem vrch Minčol (1157 m). Většina obyvatel regionu je slovenské národnosti, žije tu však také významná menšina Rusínů (podle sčítání v roce 1900 šlo o necelou pětinu obyvatelstva, v současné době je jejich podíl menší v důsledku asimilace a stěhování do větších měst).
Šariš byl komitátem, stolicí a župou Uherského království a krátce i Československa. Šariš sousedil se Spíšskou župou na západě, s Abovsko-turnianskou župou na jihu, Zemplínskou župou na východě a s Polskem (do roku 1918 s rakouskou provincií Halič) na severu. Sídlem správy byl Šarišský hrad, od roku 1647 pak Prešov, který je dnes kulturním i hospodářským centrem širšího regionu.

## Ekonomika
Navzdory bohaté historii, kdy byl Šariš jedním z nejbohatších regionů Uherska, patří dnes mezi chudé slovenské regiony.

## Turistický ruch

### Města
Mezi nejkrásnější slovenská města patří Bardejov, zapsaný v seznamu světového kulturního dědictví (UNESCO). Centrem Šariše je město Prešov.

### Hrady
- Šarišský hrad – jeden z největších na Slovensku, v současnosti ruina
- Kapušiansky hrad – zřícenina s krásným výhledem a zachovanými zdmi a věží, zničený roku 1715
- Plavečský hrad – ruina nad řekou Poprad
- Zborovský hrad – (Makovica), údajně jeden z nejkrásnějších hradů své doby, v současnosti zřícenina
- Kamenický hrad
- Zbojnícky hrad

### Dřevěné kostelíky
K charakteristickým pamětihodnostem Šariše patří dřevěné řeckokatolické kostelíky. Výjimkou je kostelík v Hervartově, který je římskokatolický.
- Hervartov
- Bodružal
- Brežany
- Hunkovce
- Korejovce
- Krajné Čierno
- Ladomirová
- Nižný Komárnik a další

### Folklorní slavnosti
- Slavnosti Rusínů-Ukrajinců ve Svidníku
- Rusínsko-ukrajinské písně v Bardějove
- Šarišské slavnosti Raslavice

### Sport
- vodní nádrž Domaša na řece Ondavě
- lyžařské centrum v Drienici-Lysé, Regetovce, Stebnícké Huti
- turistika
  - Lačnovský kaňon, s malými zákoutími s vodopády a skalními útvary z vápenců a dolomitů, považovaný za nejkrásnější přírodní atrakci Šariše
  - Dubovické žliabky, Dolina Svinky, Sigord

## Okresy Šarišského regionu cestovního ruchu
- Okres Bardejov
- Okres Prešov
- Okres Sabinov
- Okres Stropkov
- Okres Svidník

## Současné okresy, obce a města historické Šarišské župy

### Okres Bardejov
- Města: Bardejov
- Obce: Abrahámovce, Andrejová, Bartošovce, Becherov, Beloveža, Bogliarka, Brezov, Brezovka, Buclovany, Cigeľka, Dubinné, Frička, Fričkovce, Gaboltov, Gerlachov, Hankovce, Harhaj, Hažlín, Hertník, Hervartov, Hrabovec, Hrabské, Hutka, Chmeľová, Janovce, Jedlinka, Kľušov, Kobyly, Kochanovce, Komárov, Koprivnica, Kožany, Krivé, Kríže, Kružlov, Kučín, Kurima, Kurov, Lascov, Lenartov, Lipová, Livov, Livovská Huta, Lopúchov, Lukavica, Lukov, Malcov, Marhaň, Mikulášová, Mokroluh, Nemcovce, Nižná Polianka, Nižná Voľa, Nižný Tvarožec, Oľšavce, Ondavka, Ortuťová, Osikov, Petrová, Poliakovce, Porúbka, Raslavice, Regetovka, Rešov, Richvald, Rokytov, Smilno, Snakov, Stebnícka Huta, Stebník, Stuľany, Sveržov, Šarišské Čierne, Šašová, Šiba, Tarnov, Tročany, Vaniškovce, Varadka, Vyšná Polianka, Vyšná Voľa, Vyšný Kručov, Vyšný Tvarožec, Zborov, Zlaté

### Okres Gelnica
- katastrální území Rolova Huta (po maďarsky: Fonikszhuta), část města Margecany

### Okres Kežmarok
- zaniklá obec Blažov, do 1. ledna 2007 součást VVP Javorina

### Okres Košice I.
- Městské části: Kavečany

### Okres Košice-venkov
- Obce: Boliarov, Budimír, Bunetice, Čižatice, Družstevná pri Hornáde, Kecerovce, Kecerovský Lipovec, Kostoľany nad Hornádom, Košická Belá (jen katastrální území Ružín), Kysak, Malá Lodina, Mudrovce, Nová Polhora, Obišovce, Opiná, Ploské, Sokoľ, Veľká Lodina, Vtáčkovce

### Okres Prešov
- Města: Prešov, Veľký Šariš
- Obce: Abranovce, Bajerov, Bertotovce, Brestov, Bretejovce, Brežany, Bzenov, Čelovce, Červenica, Demjata, Drienov, Drienovská Nová Ves, Dulova Ves, Fintice, Fričovce, Fulianka, Geraltov, Gregorovce, Haniska, Hendrichovce, Hermanovce, Hrabkov, Chmeľov, Chmeľovec, Chmiňany, Chminianska Nová Ves, Chminianske Jakubovany, Janov, Janovík, Kapušany, Kendice, Klenov, Kojatice, Kokošovce, Krížovany, Kvačany, Lada, Lažany, Lemešany, Lesíček, Ličartovce, Lipníky, Lipovce, Ľubotice, Ľubovec, Lúčina, Malý Slivník, Malý Šariš, Medzany, Miklušovce, Mirkovce, Mošurov, Nemcovce, Okružná, Ondrašovce, Ovčie, Petrovany, Podhorany, Podhradík, Proč, Pušovce, Radatice, Rokycany, Ruská Nová Ves, Sedlice, Seniakovce, Suchá Dolina, Svinia, Šarišská Poruba, Šarišská Trstená, Šarišské Bohdanovce, Šindliar, Široké, Štefanovce, Teriakovce, Terňa, Trnkov, Tuhrina, Tulčík, Varhaňovce, Veľký Slivník, Víťaz, Vyšná Šebastová, Záborské, Záhradné, Zlatá Baňa, Žehňa, Žipov, Župčany

### Okres Sabinov
- Města: Lipany, Sabinov
- Obce: Bajerovce, Bodovce, Brezovica, Brezovička, Červená Voda, Červenica pri Sabinove, Ďačov, Daletice, Drienica, Dubovica, Hanigovce, Hubošovce, Jakovany, Jakubova Voľa, Jakubovany, Jarovnice, Kamenica, Krásna Lúka, Krivany, Lúčka, Ľutina, Milpoš, Nižný Slavkov, Olejníkov, Oľšov, Ostrovany, Pečovská Nová Ves, Poloma, Ratvaj, Ražňany, Renčišov, Rožkovany, Šarišské Dravce, Šarišské Michaľany, Šarišské Sokolovce, Tichý Potok, Torysa, Uzovce, Uzovské Pekľany, Uzovský Šalgov, Vysoká

### Okres Stará Ľubovňa
- Obce: Čirč, Ďurková (okres Stará Ľubovňa), Hajtovka, Hromoš, Kyjov, Legnava, Ľubotín, Malý Lipník, Matysová, Obručné, Orlov, Plaveč, Plavnica, Pusté Pole, Ruská Voľa nad Popradom, Šarišské Jastrabie, Starina, Sulín (jen katastrální území Malý Sulín), Šambron, Údol, Vislanka

### Okres Stropkov
- Obce: Duplín, Gribov, Kožuchovce, Krušinec, Oľšavka, Potoky, Tisinec, Vislava, Vladiča (jen katastrální území Suchá), Vyškovce

### Okres Svidník
- Města: Giraltovce, Svidník
- Obce: Belejovce, Beňadikovce, Bodružal, Cernina, Cigla, Dlhoňa, Dobroslava, Dubová, Dukovce, Fijaš, Havranec, Hrabovčík, Hunkovce, Jurkova Voľa, Kalnište, Kapišová, Kečkovce, Kobylnice, Korejovce, Kračúnovce, Krajná Bystrá, Krajná Poľana, Krajná Porúbka, Krajné Čierno, Kružlová, Kuková, Kurimka, Ladomirová, Lúčka, Lužany pri Topli, Matovce, Medvedie, Mestisko, Mičakovce, Miroľa, Mlynárovce, Nižná Jedľová, Nižná Pisaná, Nižný Komárnik, Nižný Mirošov, Nižný Orlík, Nová Polianka, Okrúhle, Príkra, Pstriná, Radoma, Rakovčík, Rovné, Roztoky, Soboš, Stročín, Svidnička, Šarbov, Šarišský Štiavnik, Šemetkovce, Štefurov, Vagrinec, Valkovce, Vápeník, Vyšná Jedľová, Vyšná Pisaná, Vyšný Komárnik, Vyšný Mirošov, Vyšný Orlík, Železník, Želmanovce

### Okres Vranov nad Topľou
- Města: Hanušovce nad Topľou
- Obce: Babie, Bystré, Ďurďoš, Hermanovce nad Topľou, Matiaška, Medzianky, Pavlovce, Petrovce, Prosačov, Radvanovce, Remeniny, Ruská Voľa, Vavrinec, Vlač